# Abdelhak Hameurlaine
Abdelhak Hameurlaïne, né le 19 mars 1972 est un joueur de tennis algérien. Il est le joueur le plus capé en équipe d'Algérie de Coupe Davis.

## Biographie
Il apprend à jouer au Tennis Club d'Hydra d'Alger,. Il compte 19 titres de champion national en simple de 1992 à 2016. Il dispute 81 matchs de Coupe Davis pour l'Algérie entre 1990 et 2011 dont 55 en simple, et est récipiendaire du Davis Cup Commitment Award.
Il est médaillé d'or en simple et en double aux Jeux africains de 1999, médaille d'or en double aux Jeux Méditerranéens 2001 disputés à Tunis, double médaillé d'or en double et par équipe aux Championnats Arabes 2001, médaillé d'or en double aux Championnats d'Afrique de 2005 et médaille d'or par équipe et médaillé de bronze en simple aux Jeux africains de 2007.
Sa sœur Lamia a également été une joueuse de tennis professionnelle.

## Palmarès
- Champion d'Algérie : 1992 , 1994 , 1995 , 1997 , 1998 , 1999, 2000 , 2005 , 2006, 2007, 2009 ,2010, 2011 ,2012, 2013 ,2014 ,2015 ,2016
- participe à la coupe Davis 1993 au Nigeria avec ses coéquipiers Hakimi Noujeim et Mahmoudi Noureddine
- Médaille d'Argent aux Jeux Panarabes 1997 au Liban
- Vainqueur du Tournoi de Mostaganem 1997
- Médaillé d'or en simple et en double aux Jeux africains de 1999
- Double Médaillé d'Or aux Championnats d'Afrique  1999 au Bénin en simple et par équipe
- Double Médaillé d'Or aux Championnats d'Afrique 2000 à Alger en Double et par équipe, Médaillé d'Argent en Simple
- Médaille d'Or en Double aux Jeux Méditerranéens 2001 à Tunis
- Double Médaillé d'Or en Double et par équipe aux Championnats Arabes 2001 au Liban
- Médaillé d'Or en Double aux Championnats d'Afrique 2005 à Tunis
- Médaille d'Or par équipe et Médaille de Bronze en Simple aux Jeux Africains 2007 d'Alger